# Roland Orzabal
Roland Orzabal (Bath, 1961. augusztus 22. –) angol zenész, szólógitáros, szövegíró és zeneszerző.

## Pályafutása
Apai ágon baszk felmenőkkel rendelkezik, édesapja Argentínában élt. Édesanyja angol. 
A Tears for Fears alapító tagja. Curt Smith-szel, gyerekkori barátjával hozták létre az együttest. 1992-ben szétváltak és egyéni karriert kezdett. Művészi kiteljesedését épp a válás hozta. Továbbra is Tears For Fears néven jelentette meg albumait. Az első a legigényesebb, Elemental címmel. Katarktikus hangvétel egyféle összegzésről. Ezt követte a Raoul and The kings of Spain. Majd saját előző szerzeményeik érdekes feldolgozásai, Saturnine, martial and lunatic címmel. 2004-ben újra összeálltak egy album erejéig.